# نانا اسما

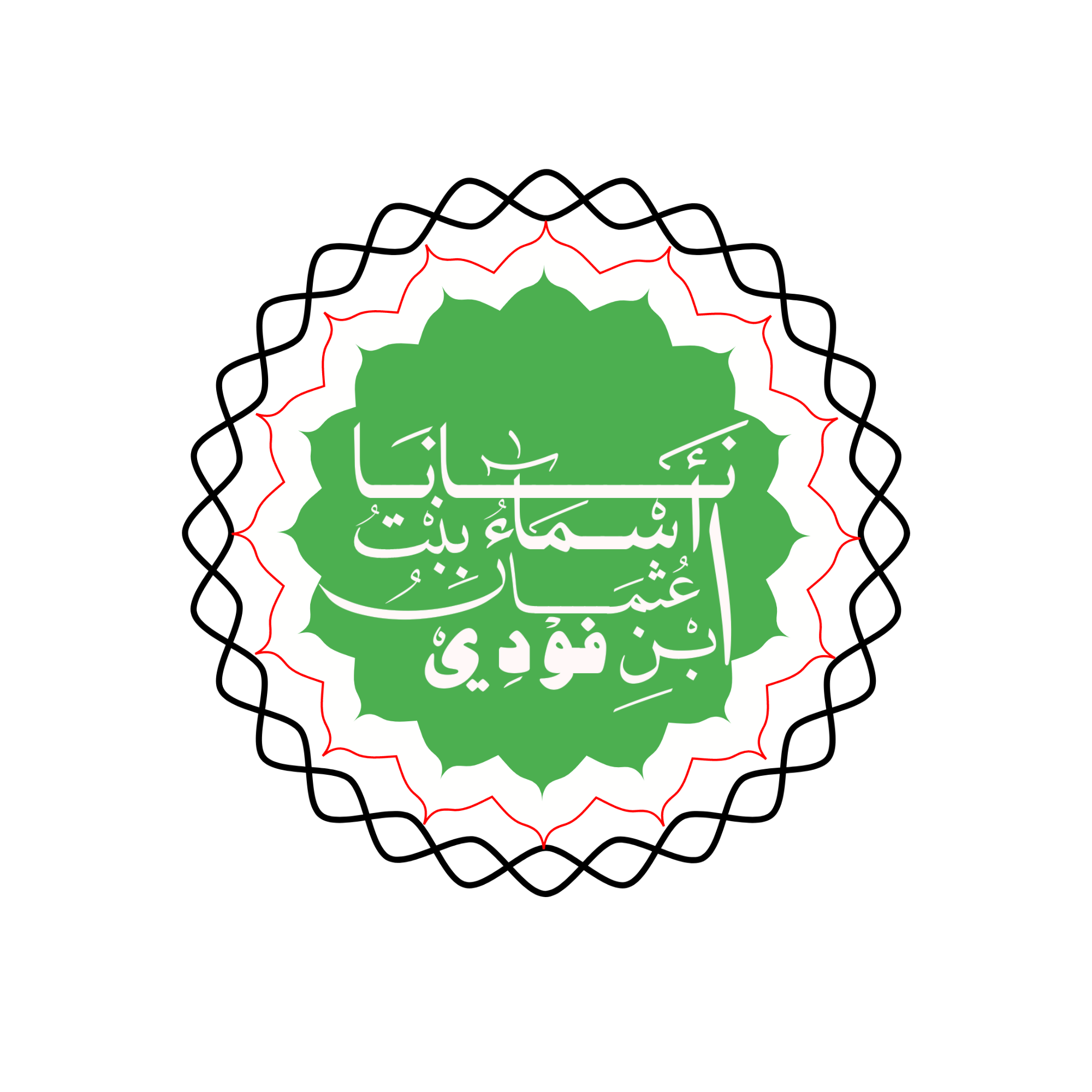

نانا اسماء (۱۷۹۲–۱۸۶۴م) شاهدخت سوکوتویی، بانوی صوفی قادری، فقیه، نویسنده و شاعر نیجریایی بود. ابتدا نزد پدرش دانش آموخت، قرآن را همراه خواهرانش حفظ نمود، به زبان عربی و شعر گرایید. در ۱۸۰۷م با جدادو بن لیما ازدواج کرد. نزدیک هفتاد اثر به زبان عربی نگاشت که تاریخ خلافت سوکوتو برجسته‌ترین آن‌هاست.